# Biedowo
Biedowo (pronunciación en polaco: /bʲɛˈdɔvɔ/; en alemán: Maraunen) es un pueblo ubicado en el distrito administrativo de Gmina Barczewo, dentro del condado de Olsztyn, voivodato de Varmia y Masuria, en el norte de Polonia. Se encuentra aproximadamente a 4 kilómetros al oeste de Barczewo y a 12 kilómetros al noreste de la capital regional Olsztyn.
Antes de 1772, el área fue parte del Reino de Polonia, y luego hasta 1945 fue de Prusia y Alemania (Prusia Oriental).
El pueblo tiene una población de 140 habitantes.